# Crocus sieheanus
Crocus sieheanus är en irisväxtart som beskrevs av Peter Barr och Brian Laurence Burtt. Crocus sieheanus ingår i krokussläktet och i familjen irisväxter. Inga underarter finns listade i Catalogue of Life.
Crocus sieheanus växer naturligt i södra och centrala Turkiet.